# Jeux méditerranéens de plage de 2023
Navigation
Patras 2019 Portimão 2027
Les  Jeux méditerranéens de plage de 2023 sont la 3e édition des Jeux méditerranéens de plage. Ils se tiennent du 9 au 16 septembre 2023 à Héraklion, en Grèce.
La cérémonie d’ouverture a lieu au stade Pankritio et celle de clôture au stade Eleftherias.

## Sports
| Plage de Karteros - Handball de plage - Beach soccer - Beach-volley - Tennis de plage - Lutte de plage - Aviron de plage - Karaté de plage - Nage au large | plage d’Ammoudara - Kitesurf - Triathlé piscine Lido - Nage avec palmes | plage de Gouves - Canoë de mer Marina d'Heraklion - Basket-ball à trois |  |

## Nations participantes
| - Albanie - Algérie - Andorre - Bosnie-Herzégovine - Chypre - Croatie - Égypte - Espagne - France - Grèce (pays organisateur) - Italie - Kosovo - Liban | - Libye - Malte - Macédoine du Nord - Maroc - Monaco - Monténégro - Portugal - Saint-Marin - Serbie - Slovénie - Syrie - Tunisie - Turquie |

## Résultats

### Aviron de plage
En raison de l'annulation des quarts de finales (sauf pour le skiff hommes), les résultats sont basés sur le temps du tour précédent.
| Épreuve                 | Or | Argent | Bronze                                                                                          |
| ----------------------- | --- | --- | ----------------------------------------------------------------------------------------------- |
| Hommes - Skiff          | Miguel Salas | Giovanni Ficarra | Vincent Noirot                                                                                  |
| Hommes - Deux de couple | Espagne- Ander Martín - Adrián Miramón                                                                             | France- Ivan Bové - Ludovic Dubuis                                                                                      | Croatie- Nickol Udovičić - Nino Varat                                                           |
|                         | | |                                                                                                 |
| Femmes - Skiff          | Celia de Miguel | Élodie Ravera-Scaramozzino                                                                                              | Khadija Krimi                                                                                   |
| Femmes - Deux de couple | Espagne- Ainhoa Casanova - Nadia Felipe                                                                            | Croatie- Paola Girotto - Martina Kaić                                                                                   | Italie- Silvia Tripi - Viola Patrignani                                                         |
|                         | | |                                                                                                 |
| Relais mixte            | Espagne- Ander Martín - Adrian Miramon - María Ángeles Purcarea - Celia de Miguel - Nadia Felipe - Carlos González | Italie- Angelo D'Amico - Mario Pietro Zerilli - Annalisa Cozzarini - Silvia Tripi - Viola Patrignani - Giovanni Ficarra | Croatie- Nino Varat - Nickol Udovičić - Sara Žuvanić - Martina Kaić - Paola Girotto - Lovre Puh |

### Basket-ball à trois
| Épreuve | Or                                                                                        | Argent                                                                                | Bronze                                                                  |
| ------- | ----------------------------------------------------------------------------------------- | ------------------------------------------------------------------------------------- | ----------------------------------------------------------------------- |
| Hommes  | Grèce- Dimitrios Barmpas - Ilias Petridis - Georgios Kalianiotis - Vasileios Zarkadoulas  | Croatie- Luka Jurički - Borna Antolić - Roko Sedlar - Jakov Jacović                   | Slovénie- Martin Gerbec - Matevž Žižmond - Elmir Haskič - Jaka Oberlajt |
| Femmes  | Grèce- Ioanna Chatzivasileiou - Zoi Korre - Eleftheria Mangina - Christina Anastasopoulou | Slovénie- Tiana Meglič Šteharnik - Eliza Pintar - Zala Pavlič - Yeisy Alexandra Perez | Croatie- Ivana Ujević - Nina Prnjak - Nikolina Dujić - Marija Soldo     |

### Beach Handball
| Épreuve | Or | Argent | Bronze |
| ------- | --- | --- | --- |
| Hommes  | Croatie- Jan Terihaj - Tomislav Lauš - Antonio Fabek - Ivan Jurić - Filip Mlinarić - Fran Cvjetičanin - Noa Klarić - Matej Jakeljić - Sebastian Lučić - Stjepan Babić                                                                              | Italie- Ivan Ilic - Thomas Postogna - Luigi Arena - Nicolas Balogh Sedda - Alessio D'Attis - Gregorio Mazzanti - Nicolas Dieguez - Davide Notarangelo - Marco Beltrami - Christian Mitterrutzner          | Espagne- Carlos Donderis Vegas - Elhji Touré Jabby - Antoine Miranda Sirvent - Pablo Martín Ruiz - Sergio Venegas Rodríguez - Adriá Ortolá López - Carlos González Cobo - Adrián Hidalgo Torrecilla - Javier Delgado Sánchez |
| Femmes  | Espagne- Mónica Cámara Heras - Asunción Batista Portero - Remei Prat Riera - Míriam Sempere Agulló - Sara Hernández Torrico - Alba Díaz González - Paula Quiles Vera - Violeta González Poudereux - Malena Díaz Coppens - Gemma Sánchez Florentino | Grèce- Magdalini Kepesidou - Eleni Poimenidou - Agni Papadopoulou - Anna Kaloidi - Eleni Mournou - Melpomeni Nikolaou - Eleftheria Trochidou - Magdalini Koukmisi - Nikolina Kepesidou - Elisavet Mastaka | Portugal- Sofia Goncalves - Joana Delgado - Helena Corro - Daniela Mendes - Maria Marques - Catarina Oliveira - Sofia Alexandra Rego - Sara Inês Pinho - Catarina Teixeira - Maria Antunes                                   |

### Beach soccer
| Épreuve | Or | Argent | Bronze |
| ------- | --- | --- | --- |
| Hommes  | Espagne - Francisco Donaire - Antonio Rigaud - José Sánchez - José Arias - David Ardil - Soleiman Batis - Domingo Cabrera - Pedro García - Miguel Santiso - Antonio Mayor - Chiky Ardil - Francisco Camacho | Portugal - Rui Coimbra - André Lourenço - Bruno Torres - Jordan Santos - Rodrigo Pinhal - Rubén Brilhante - Bê Martins - Léo Martins - Elinton Andrade - Miguel Pintado - Bernardo Lopes - Ruben Regufe | Maroc - Yassir Abada - Adnane Hakkar - Mohamed Ghailani - Mustapha Tais - Adnan Oubahri - Badr El Kraichly - Souhail Bessak - Amine El Bidouri - Reda Zahraoui - Ibrahim Abagli - Anouar Elabbassi - M'Hamed Manar |

### Beach volley
| Épreuve | Or                                     | Argent                                         | Bronze                                    |
| ------- | -------------------------------------- | ---------------------------------------------- | ----------------------------------------- |
| Men     | France- Quincy Ayé - Calvin Ayé        | Italie- Davide Benzi - Carlo Bonifazi          | Portugal- João Pedrosa - Hugo Campos      |
| Women   | Italie- Reka Orsi Toth - Giada Bianchi | Italie- Margherita Bianchin - Claudia Scampoli | France- Clémence Vieira - Aline Chamereau |

### Canoë de mer
| Épreuve      | Or                    | Or      | Argent           | Argent       | Bronze               | Bronze       |
| ------------ | --------------------- | ------- | ---------------- | ------------ | -------------------- | ------------ |
| Hommes 10 km | Walter Bouzan Sanchez | 41:00.1 | Bernardo Peirera | +44.9 s      | Hector Henot         | +46.9 s      |
| Femmes 10 km | Judit Verges Xifra    | 47:49.0 | Thais Delrieux   | +1 min 31.0s | Amaia Osaba Olaberri | +1 min 58.6s |

### Karaté de plage
| Épreuve       | Or           | Argent                   | Bronze                  |
| ------------- | ------------ | ------------------------ | ----------------------- |
| Hommes - Kata | Raúl Martín  | Salah Eddine El Mansoury | Guido Polsinelli        |
| Hommes - Kata | Raúl Martín  | Salah Eddine El Mansoury | Damián Quintero         |
| Femmes - Kata | Paola García | Orsola D'Onofrio         | Sanae Agalmam           |
| Femmes - Kata | Paola García | Orsola D'Onofrio         | Georgia Archontia Xenou |

### Kitesurf
| Épreuve               | Or            | Argent         | Bronze        |
| --------------------- | ------------- | -------------- | ------------- |
| Hommes - Formula Kite | Maxime Nocher | Axel Mazella   | Denis Taradin |
| Femmes - Formula Kite | Poema Newland | Lauriane Nolot | Tiana Laporte |

### Lutte de plage
| Épreuve       | Or                      | Argent                         | Bronze                    |
| ------------- | ----------------------- | ------------------------------ | ------------------------- |
| Hommes -70 kg | Quentin Sticker         | Niko Arouzmanidis              | Khaier Eddine Ben Tlil    |
| Hommes -80 kg | Christos Christoforidis | Chawki Doulache                | Gabriele Doro             |
| Hommes -90 kg | Christos Samartsidis    | Angelos Kouklaris              | Tomislav Hader            |
| Hommes +90 kg | Omar Sarem              | Apostolos Panagiotis Tsiovolos | Achilleas Chrysidis       |
|               |                         |                                |                           |
| Femmes -60 kg | Francesca Indelicato    | Chaimaa Fouzia Aouissi         | Victoria Baez             |
| Femmes -70 kg | Lydia Pérez Touriño     | Manon Kury                     | Lygeri Athanasia Voulgari |
| Femmes +70 kg | Stefania Zacheila       | Aikaterini Eirini Pitsiava     | Angélique Gonzalez        |

### Nage au large
| Épreuve     | Or             | Or      | Argent                   | Argent | Bronze            | Bronze |
| ----------- | -------------- | ------- | ------------------------ | ------ | ----------------- | ------ |
| Hommes 5 km | Marcello Guide | 55:50.0 | Dario Verani             | +0.5   | Tiago Campos      | +9.2   |
| Femmes 5 km | Arianna Bridi  | 59:58.9 | Mafalda Sofia Jorge Rosa | +0.2   | Silvia Ciccarella | +4.0   |

### Nage avec palmes
| Épreuve                                   | Or                                                                                            | Argent | Bronze                                                                                |
| ----------------------------------------- | --------------------------------------------------------------------------------------------- | --- | ------------------------------------------------------------------------------------- |
| Hommes - 50 m apnée                       | Georgios Panagiotidis                                                                         | Ömer Faruk Saydam | Georgios Kaltsoukalas                                                                 |
| Hommes - 50 m bi-palmes                   | Patrick Martin                                                                                | Riccardo Romano | Youssef Neffati                                                                       |
| Hommes - 100 m bi-palmes                  | Youssef Neffati                                                                               | Riccardo Romano | Patrick Martin                                                                        |
| Hommes - 200 m bi-palmes                  | Ognjen Marić                                                                                  | Sébastien Chédru | Ahmed Radwan                                                                          |
| Hommes - 100 m surface                    | Georgios Panagiotidis                                                                         | Georgios Kaltsoukalas | Seifeldin Abdelrahman                                                                 |
| Hommes - 200 m surface                    | Derin Toparlak                                                                                | Colas Zugmeyer | Lorenzo Caronno                                                                       |
| Hommes - 400 m surface                    | Ilias Kalfidis                                                                                | Derin Toparlak | Lorenzo Caronno                                                                       |
| Hommes - Eau libre 2 km bi-palmes         | Marwan El-Amrawy                                                                              | Ahmed Radwan | Georgios Mantzakos                                                                    |
| Hommes - Eau libre 4 km surface           | Marios Armoutsis                                                                              | Ilias Kalfidis | Davide De Ceglie                                                                      |
|                                           |                                                                                               | |                                                                                       |
| Femmes - 50 m apnée                       | Vasileia Tsigkoia                                                                             | Dora Bassi | Anaïs Verger                                                                          |
| Femmes - 50 m bi-palmes                   | Viola Magoga                                                                                  | Georgia Peraki | Lydia Panteloglou                                                                     |
| Femmes - 100 m bi-palmes                  | Georgia Peraki                                                                                | Login Aboulrous | Viola Magoga                                                                          |
| Femmes - 200 m bi-palmes                  | Login Aboulrous                                                                               | Silvia Belli | Giolanda Kaperda                                                                      |
| Femmes - 100 m surface                    | Vasileia Tsigkoia                                                                             | Giorgia Destefani | Dora Bassi                                                                            |
| Femmes - 200 m surface                    | Silvia Sevignani                                                                              | Giorgia Destefani | Ifigeneia Teliousi                                                                    |
| Femmes - 400 m surface                    | Silvia Sevignani                                                                              | Athanasia Karatsivi | Adasu Ramazanoğlu                                                                     |
| Femmes - Eau libre 2 km bi-palmes         | Silvia Belli                                                                                  | Sonia Fargas | Sarra Ben Ahmed                                                                       |
| Femmes - Eau libre 4 km surface           | Gamila Hassan                                                                                 | Mara Zaghet | Sofia Anastasia Tsianou                                                               |
|                                           |                                                                                               | |                                                                                       |
| Relais mixte - 4 × 50 m bi-palmes         | Italie- Riccardo Romano - Giorgia Destefani - Patrick Martin - Viola Magoga                   | France- Théo De Zaldivar - Émilie Fatras - Charles Salsano - Anaïs Verger - Sébastien Chédru - Oriane Robisson - Vincent Prudhomme - Pauline Gérard | Croatie- Filip Strikinac - Dora Bassi - Ognjen Marić - Gloria Galić - Nikola Đurđević |
| Relais mixte - 4 × 100 m surface          | Grèce- Georgios Panagiotidis - Ifigeneia Teliousi - Georgios Kaltsoukalas - Vasileia Tsigkoia | France- Colas Zugmeyer - Oriane Robisson - Hugo Meyer - Anaïs Verger                                                                                | Italie- Guglielmo Alicicco - Valentina Crivello - Stefano Figini - Giorgia Destefani  |
| Relais mixte - Eau libre 4 × 2 km surface | Égypte- Mahmoud Ali - Nada Hagrass - Ibrahim Youssef - Gamila Hassan                          | Grèce- Marios Armoutsis - Athanasia Karatsivi - Ilias Kalfidis - Sofia Anastasia Tsianou                                                            | Italie- Davide De Ceglie - Silvia Sevignani - Lorenzo Caronno - Mara Zaghet           |

### Triathlé
| Épreuve      | Or                                  | Or      | Argent                                    | Argent | Bronze                                | Bronze |
| ------------ | ----------------------------------- | ------- | ----------------------------------------- | ------ | ------------------------------------- | ------ |
| Hommes       | Emanuele Tromboni                   | 17:16.6 | Duarte Taleigo                            | +15.0  | Nikolas Papadimitriou                 | +19.6  |
| Femmes       | Clémence Reboisson                  | 19:46.1 | Alice Rinaudo                             | +18.1  | Léa Fernandez                         | +27.7  |
| Relais mixte | France- Léa Fernandez - Ugo Fleurot | 19:25.0 | Italie- Alice Rinaudo - Emanuele Tromboni | +28.0  | Égypte- Habiba Ramadan - Youssef Amer | +52.6  |

Lors du relais mixte, les trois équipes françaises se sont classés aux premières positions mais pour les médailles, seule le premier duo est retenu.

### Tennis de plage
| Épreuve       | Or                                            | Argent                                     | Bronze                                           |
| ------------- | --------------------------------------------- | ------------------------------------------ | ------------------------------------------------ |
| Double Hommes | France- Nicolas Gianotti - Mathieu Guegano    | Espagne- Antonio Ramos - Gerard Rodríguez  | Italie- Doriano Beccaccioli - Tommaso Giovannini |
| Double Femmes | Italie- Flaminia Daina - Nicole Nobile        | France- Claude Hoarau - Mathilde Hoarau    | Espagne- Ariadna Costa - Eva Fernández           |
| Double Mixte  | Italie- Giulia Gasparri - Doriano Beccaccioli | Italie- Nicole Nobile - Diego Bollettinari | Espagne- Eva Fernández - Antonio Ramos           |

## Tableau des médailles
Mis à jour le 18 septembre 2023
- Pays organisateur

| Rang  | Nation   | Or | Argent | Bronze | Total |
| ----- | -------- | -- | ------ | ------ | ----- |
| 1     | Italie   | 13 | 16     | 13     | 42    |
| 2     | Grèce    | 13 | 10     | 10     | 33    |
| 3     | Espagne  | 12 | 2      | 6      | 20    |
| 4     | France   | 7  | 11     | 6      | 24    |
| 5     | Égypte   | 4  | 2      | 3      | 9     |
| 6     | Croatie  | 2  | 3      | 6      | 11    |
| 7     | Turquie  | 1  | 2      | 1      | 4     |
| 8     | Tunisie  | 1  | 0      | 4      | 5     |
| 9     | Syrie    | 1  | 0      | 0      | 1     |
| 10    | Portugal | 0  | 4      | 3      | 7     |
| 11    | Algérie  | 0  | 2      | 0      | 2     |
| 12    | Maroc    | 0  | 1      | 2      | 3     |
| 13    | Slovénie | 0  | 1      | 1      | 2     |
| 14    | Chypre   | 0  | 0      | 1      | 1     |
| Total | Total    | 54 | 54     | 56     | 164   |